# Romuald Starkel
Romuald Starkel, ps. Sulisław (ur. 6 lutego 1850 w Rzeszowie, zm. 19 marca 1888
we Lwowie) – polski pedagog i publicysta.

## Życiorys

### Dzieciństwo i wczesna młodość
Był jednym z dzieci Józefa Starkela (1807–1875), lekarza nadwornego w dobrach Henryka Lubomirskiego w Przeworsku, działacza społecznego, oświatowego i gospodarczego, i Felicji z Sas Jaworskich. W latach 1841–1847 rodzina mieszkała w Tarnowie, w latach 1847–1855 w Rzeszowie, a od roku 1855 ponownie w Tarnowie. Romuald uczęszczał do tarnowskiego gimnazjum (1860–1868); egzamin dojrzałości zdał z odznaczeniem. Z tego okresu pochodzi jego tłumaczenie z języka niemieckiego utworu Franza Hoffmanna Ciężka próba, opowiadanie dla młodych moich przyjaciół (Brody 1868, Lwów 1894, Księgarnia Gubrynowicza i Schmidta 1901). 

### Okres studiów
Studiował dzieje powszechne i literaturę polską na Wydziale Filozoficznym Uniwersytetu Lwowskiego; jego wykładowcami byli m.in. Henryk Zeissberg, Ksawery Liske i Antoni Małecki. W latach 1873–1874 studiował na Uniwersytecie Wiedeńskim, gdzie m.in. słuchał wykładów Franca Miklošiča (gramatyka porównawcza języków słowiańskich) i Karla J. Schröera. W tym czasie opracował sprawozdanie Dział szkolny na wystawie powszechnej w Wiedniu 1973, opublikowane we Lwowie w roku 1874. Studia w Wiedniu zakończył zdaniem egzaminu na nauczyciela języka polskiego i niemieckiego (styczeń 1874).

### Praca nauczycielska
Rozpoczął prac pedagogiczną już w roku 1871 – był wówczas zastępcą nauczyciela w Wyższej Szkole Realnej we Lwowie. Po skończeniu studiów pracował w roku 1874 jako nauczyciel języka polskiego i niemieckiego w Wyższej Szkole Realnej w Krakowie, a od 1875 r. – w C. K. Wyższej Szkole Realnej we Lwowie. W 1879 r. otrzymał stanowisko profesora, które zajmował do śmierci. W latach 1885–1887 uczył też stylistyki polskiej i niemieckiej w Miejskiej Szkole Przemysłowo-Handlowej i Miejskiej Szkole Wydziałowej Żeńskiej (kursy dopełniające). Był uznawany za nauczyciela z zamiłowania, o ujmującym, wesołym sposobie bycia – powszechnie lubianego.
Poza pracą w bezpośrednim kontakcie z młodzieżą Starkel zajmował się opracowywaniem podręczników i działał w Towarzystwie Pedagogicznym we Lwowie (TP); był członkiem Zarządu Głównego TP w latach 1876 i 1880–1881 oraz sekretarzem w latach 1877–1879 i 1885..

### Praca literacka i wydawnicza
Romuald Starkel już w czasie studiów został polecony przez Antoniego Małeckiego  do prac przy kopiowaniu Acta Tomiciana; publikował też własne artykuły i został członkiem redakcji „Dziennika Lwowskiego” (1870 r.). W roku 1871, wspólnie z Władysławem Bełzą Bronisławem Zawadzkim, zainicjował wydawanie czasopisma „Świt. Tygodnik Naukowy, Literacki i Artystyczny” (w roku 1872 ukazały się 35 numery, po czym pismo upadło). W latach 1875–1876 współpracował z krakowskim tygodnikiem „Szkice Społeczne i Literackie”, w którym opublikował m.in. swoją pierwszą recenzję (nt. Poezji Marii Bartusówny, 1876 r.). Był członkiem Koła Literackiego (później – Koło Literacko-Artystyczne); przez kilka lat pełnił funkcję wiceprezesa tego Koła. Od początku roku 1886 pełnił funkcję reaktora naczelnego tygodnika „Szkoła” (organ TP wydawany przez lwowskiego księgarza Karola Wilda; zob. Walenty_Chłędowski; uwaga) oraz korektora wszystkich wydawnictw szkolnych Zakładu Narodowego im. Ossolińskich.
Podręczniki szkolne
- Geografia powszechna. Podręcznik do nauki w szkołach średnich; tłumaczenie z niemieckiego wspólnie z Ludomiłem Germanem; autor: Vinzenz Fereri Klun (Lwów 1875, 1878),
- Nauka prowadzenia ksiąg i korespondencji przemysłowej oraz expedycji telegraficznej, pocztowej i kolejowej do użytku uczniów szkół przemysłowych i samoistnych rękodzielników (Lwów 1885),
- Polska książka do czytania dla szkół wydziałowych i wyższych klas szkół ludowych; wspólnie z Franciszkiem Próchnickim; t. 4 dla klas VIII  (Lwów 1886), t. 1–3 dla klas V–VII (Lwów 1887–1890),

Utwory literackie, w tym – opowiadania dla młodzieży, m.in. w serii „Biblioteka dla młodzieży” (wybór)
- Gawędy dziadunia. Zajmujące opowiadania o najciekawszych odkryciach, wynalazkach i sławnych ludziach (Lwów 1881),
- Szanuj ojców spuściznę! Powiastka z życia ludu wiejskiego (Lwów 1882, 1907),
- Opowiadanie o królu Janie Sobieskim. W 200-letnią rocznicę oswobodzenia Wiednia (Lwów 1883, wyd.3 Lwów 1907),
- Po kweście (Lwów 1880, 1907),
- Na przednówku, prawdziwa historia z życia ludu naszego (Lwów 1884),
- Z czasu powodzi (Lwów 1884),
- Po obłokach, opowiadanie dla młodzieży (Lwów 1885).

## Życie prywatne
Ożenił się po raz pierwszy z Eugenią Wild (córką swojego współpracownika i przyjaciela, Karola Wilda), która zmarła niedługo potem (przy porodzie). Drugie małżeństwo zawarł w roku 1881 z Władysławą Boczkowską (córką lwowskiego kupca), z którą miał troje dzieci. Od wiosny 1887 r. ciężko chorował, jednak nadal pisał i redagował wydawnictwa. Zmarł w marcu 1888 r.